# Viêng Chăn

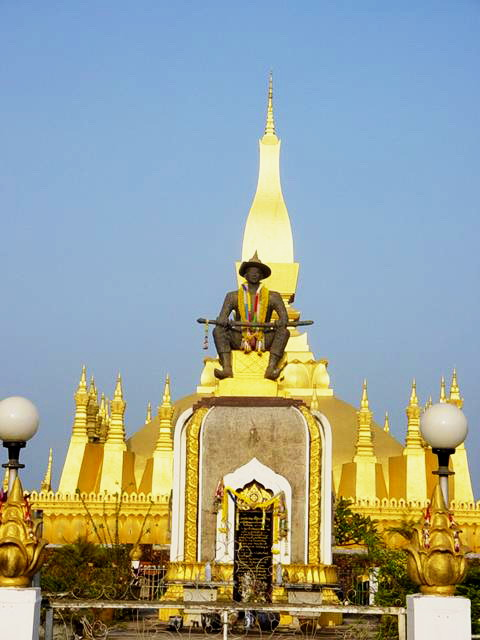
Chùa Pha That Luang, một trong những địa điểm quan trọng nhất tại Viêng Chăn, Lào

Viêng Chăn (tiếng Lào: ວຽງຈັນ, Viang chan, IPA: [wíəŋ tɕàn], tiếng Pháp: Vientiane, phát âm tiếng Pháp: [vjɛ̃ˈtjan]), tiếng Việt xưa gọi là Vạn Tượng hay Mường Viêng vừa là thủ đô vừa là thành phố lớn nhất của Lào trên bờ sông Mê Công gần biên giới với Thái Lan, đơn vị hành chính địa phương cấp một ngang với các tỉnh của Lào. Viêng Chăn bao gồm chín đơn vị hành chính cấp hai, năm đơn vị đô thị và bốn đơn vị nông thôn, trong đó thủ đô Viêng Chăn được xác định ở khu vực đô thị gồm chín quận của Viêng Chăn.
Viêng Chăn trở thành thủ đô vào năm 1573, do người Lào lo ngại về một cuộc xâm lược của người Miến, nhưng sau đó đã Lào lại bị cướp phá, rồi bị san bằng vào năm 1827 bởi Xiêm. Viêng Chăn từng là thủ đô hành chính trong thời kỳ cai trị của Pháp và do sự tăng trưởng kinh tế trong thời gian gần đây, hiện nay là trung tâm kinh tế của Lào. Tính đến năm 2023, thành phố có dân số 1,003,004 người.
Viêng Chăn được ghi nhận là nơi có di tích quốc gia quan trọng nhất ở Lào - Thạt Luông - là biểu tượng được biết đến của Lào và là biểu tượng của Phật giáo ở Lào. Các ngôi chùa Phật giáo quan trọng khác ở Lào cũng có thể được tìm thấy ở đó, chẳng hạn như Haw Phra Kaew, nơi trước đây là nơi đặt tượng Phật Ngọc.
Thành phố này từng đăng cai tổ chức Đại hội thể thao Đông Nam Á lần thứ 25 vào tháng 12 năm 2009, kỷ niệm 50 năm Đại hội thể thao Đông Nam Á.

## Hành chính

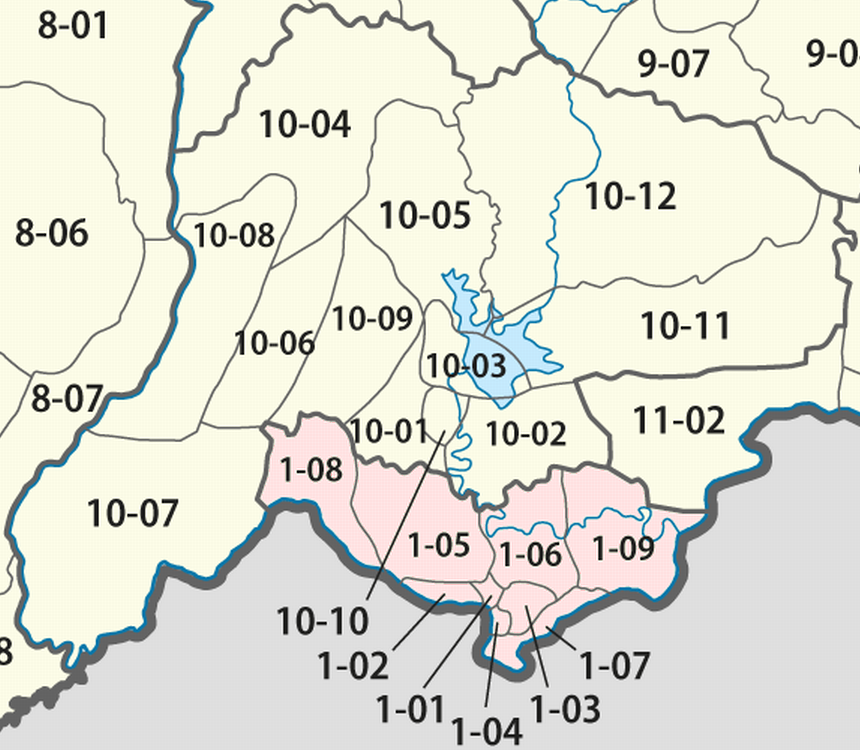
Các quận huyện của thủ đô Viêng Chăn (màu hồng) và tỉnh Viêng Chăn.

Thủ đô Viêng Chăn gồm có khu vực nội thành và khu vực ngoại thành. Nội thành, hay Thủ đô Viêng Chăn, gồm 5 quận là:
- Chanthabuly
- Sikhottabong
- Xaysetha
- Sisattanak
- Hadxaifong

Ngoại thành gồm 4 huyện là:
- Mayparkngum
- Naxaithong
- Sangthong
- Xaythany

## Địa lý
Viêng Chăn rộng 3920 km² và có 820.940 dân (năm 2015, tính cả khu vực đô thị và các huyện nông thôn) trong đó khu vực Thủ đô có 471.000 người (2015), tiếp giáp với tỉnh Viêng Chăn ở phía tây bắc và bắc, Bolikhamsai ở phía đông bắc, tỉnh Nong Khai của Thái Lan ở phía nam và tỉnh Bueng Kan của Thái Lan ở phía đông với sông Mê Kông là biên giới tự nhiên. Viêng Chăn nằm ở tả ngạn sông Mê Công, ở tọa độ 17°58' Bắc, 102°36' Đông (17.9667, 102.6).  Lưu trữ ngày 23 tháng 8 năm 2012 tại Wayback Machine. Ở đoạn này con sông chính là biên giới giữa Lào với Thái Lan.
Khí hậu ở tỉnh Viêng Chăn được hình thành và tồn tại nhờ cơ chế nhiệt đới gió mùa, mùa đông lạnh ít mưa, mùa hè nóng nhiều mưa. Lượng bức xạ tổng cộng năm dưới 160 kcal/cm2 và cân bằng bức xạ năm dưới 75 kcal/cm2. Hàng năm chịu ảnh hưởng của khoảng 25 - 30 đợt lạnh. Nhiệt độ trung bình năm tuy không dưới 23 °C, song nhiệt độ trung bình tháng 01dưới 18 °C và biên độ năm của nhiệt độ trên 12 °C.Mùa mưa kéo dài từ tháng 5 đến tháng 10 và chiếm khoảng 80% lượng mưa toàn năm. Mùa ít mưa chủ yếu là mưa nhỏ và mưa phùn kéo dài từ tháng 11 đến tháng 4 năm sau, trong đó tháng 12 hoặc tháng 01 có lượng mưa ít nhất.Viêng Chăn  có mùa đông lạnh rõ rệt so với các địa phương khác ở phía Nam. Tần số lạnh cao hơn, số ngày nhiệt độ thấp đáng kể, nhất là số ngày rét đậm, rét hại nhiều hơn, mùa lạnh kéo dài hơn và mưa phùn cũng nhiều hơn. Nhờ mùa đông lạnh trong cơ cấu cây trồng của Viêng Chăn  cũng như đồng bằng Bắc Bộ, có cả một vụ đông độc đáo ở miền nhiệt đới.

## Lịch sử
Theo trường thi lịch sử của Lào, Phra Lak Phra Lam thì ông hoàng Thattaradtha sau khi nhường ngôi xứ Muong Inthapatha Maha Nakhone huyền thoại cho em thì ra đi lập ra một thị trấn mới mang tên Maha Thani Si Phan Phao ở bờ phía tây sông Cửu Long; sử Lào cho đó là Udon Thani ngày nay thuộc Thái Lan. Ngày nọ có Naga bảy đầu khuyên Thattaradtha xây một thành phố mới ở bờ đối diện. Thattaradtha nghe theo mà xây nên Chanthabuly Si Sattanakhanahud tức là tiền thân của Viêng Chăn hiện nay.
Khác với truyện Phra Lak Phra Lam thì sử học cho rằng Viêng Chăn nguyên thủy là một thị trấn của người Khmer tập trung quanh một ngôi đền Hindu. Ngôi đền đó là Pha That Luang sau này.
Vào thế kỷ 11 và 12, người Lào và Thái tràn xuống Đông Nam Á từ Hoa Nam đánh đuổi người Khmer và đồng hóa số còn lại, chiếm cứ khu vực trung châu nước Lào. Năm 1354, khi Phà Ngừm lập ra vương quốc Lan Xang và Viêng Chăn trở thành một trung tâm hành chính quan trọng cho dù đó không phải là kinh đô Lan Xang. Hơn hai trăm năm sau vua Xaysethathirath mới thiên đô về Viên Chăn năm 1560, xây dựng thêm thành quách. Khi Lan Xang tan rã năm 1707 thì Viêng Chăn trở thành một vương quốc độc lập cai trị trung nguyên Lào và Đông Bắc Thái Lan. Không lâu sau đó năm 1779, Viên Chăn bị Xiêm La uy hiếp; tướng Xiêm là Phraya Chakri chiếm được và bắt người Lào thần phục Xiêm triều.
Khi vua Anouvong (tiếng Việt phiên âm là A Nỗ, hay Chậu A Nụ) dấy binh đánh đuổi người Thái, lúc đầu lập được chiến công nhưng sau bị vua Xiêm phản công đánh đại bại. Năm 1827 quân Xiêm vây Viêng Chăn. Người Lào cố cầm cự nhưng kinh thành thất thủ; Viêng Chăn bị quân Xiêm tàn phá tiêu hủy gần như hoàn toàn. Cư dân trong thành phần bị người Xiêm bắt, phần thì xiêu tán cả, Viêng Chăn bị bỏ ngỏ hoang tàn. Mãi tới năm 1893 khi người Pháp xúc tiến đặt nền bảo hộ trên xứ Lào thì Viêng Chăn mới phục hồi, trở thành thủ phủ nước Lào năm 1899.
Trước năm 1989, thành phố Viêng Chăn và tỉnh Viêng Chăn là một đơn vị hành chính. Sau khi tách ra, Lào vừa có tỉnh Viêng Chăn vừa có thành phố trực thuộc trung ương Viêng Chăn.